# Stahanov
Stahanov je priimek več oseb:
- Aleksej Grigorjevič Stahanov, sovjetski rudar in heroj socialističnega dela
- Nikolaj Pavlovič Stahanov, sovjetski general